# Charles François Dumouriez
Pour les articles homonymes, voir Dupérier.
Charles François du Perrier du Mouriez, souvent appelé Dumouriez, né le 27 janvier 1739 à Cambrai et mort le 14 mars 1823 à Turville-Park, près de Londres. C'est un officier français, franc-maçon, général de la Révolution, particulièrement connu en raison de la victoire qu'il remporte aux côtés du général Kellermann le 20 septembre 1792 à Valmy face à l'armée prussienne.
Après l'avènement de la République, qui est proclamée le 21 septembre 1792 par la Convention, il est de plus en plus en désaccord  avec la politique des Montagnards, l'annexion française de la Belgique, la condamnation à mort de Louis XVI qu'il considère comme une grave erreur. Il conserve cependant son commandement et entreprend la conquête des Provinces-Unies mais, après sa défaite de Neerwinden contre les Impériaux, il sait qu'il risque la guillotine : il tente alors de marcher sur Paris pour renverser la Convention et rétablir une monarchie constitutionnelle mais ses troupes ne le suivent pas et, le 4 avril 1793, il doit se réfugier auprès des Autrichiens, suivi par plusieurs de ses officiers, notamment Louis-Philippe d'Orléans (futur roi des Français).
Il vit ensuite dans l'émigration, mais isolé des royalistes légitimistes qui le honnissent. Son retour ayant été refusé par le Premier Consul Napoléon Bonaparte en 1800, il se met au service du gouvernement britannique à qui il sert de conseiller pendant les guerres napoléoniennes et se voit de nouveau refuser le retour par Louis XVIII après la restauration des Bourbons (1814-1815).

## Biographie

### Origines familiales et formation
Les du Mouriez sont issus d’une famille ancienne de Provence portant le nom de Du Périer ou Du Perrier. « Du Mouriez » vient de Mouriez (actuel Pas-de-Calais), nom de l'épouse du bisaïeul du général[pas clair].
Son grand-père paternel, François Dumouriez du Périer (1650-1723), comédien de la troupe de Molière, puis sociétaire de la Comédie-Française de 1686 à 1703 sous le nom de « Du Périer », mais aussi homme d'affaires, est à l'origine du premier corps de pompiers professionnels de France. Il est aussi apparenté au Du Périer (grand-oncle de l'acteur) pour qui Malherbe a écrit sa célèbre Consolation à Du Périer.
Charles-François est le fils d'Anne-François Duperrier-Dumouriez (1707-1769), officier d'intendance (commissaire des guerres), longtemps en résidence à Cambrai. Il perd sa mère très jeune.
Il reçoit une éducation poussée chez les jésuites du collège Louis-le-Grand à Paris.

### Sous l'Ancien Régime

#### Débuts dans la guerre de Sept Ans (1756-1763)
Dumouriez entre à 19 ans dans la carrière des armes sous la conduite de son père qui est alors commissaire des armées et qui l'entraîne avec lui sur les divers terrains d'opération de la guerre de Sept Ans. Il fait sa première campagne comme cornette dans le régiment d'Escars cavalerie, accédant au grade de capitaine, avec lequel il sert pendant la campagne de Westphalie durant laquelle il reçoit vingt-deux blessures. En 1763, une fois le traité de paix de Paris signé (10 février), son régiment est réformé.
Il se retrouve alors dans une situation délicate, n’ayant recueilli de ses sept années de service qu’un brevet de pension de 600 livres, jamais honoré, et la croix de Saint-Louis (il est fait chevalier le 1er février 1763). Il envisage d'épouser une de ses cousines, mais son père s'oppose à ce mariage.

#### Implication dans les affaires corses
Il quitte alors la France pour l'Italie, où il propose ses services à la république de Gênes qui mène une guerre en Corse, mais ils sont refusés. Il va trouver Pascal Paoli, chef de l'insurrection corse, qui le repousse également. Il tente alors de révolutionner la Corse au profit de la démocratie sans plus de succès[réf. nécessaire]. Il finit par aller à Versailles présenter au duc de Choiseul, secrétaire d’État à la Guerre et à la Marine un plan pour la conquête de l’île : nouvel échec.
Le beau-frère de Madame du Barry le fait rentrer en grâce[réf. nécessaire]. Le duc de Choiseul accorde à Dumouriez une gratification de 18 000 livres et le charge d'une mission secrète à la cour de Madrid.
Au retour de cette mission[réf. nécessaire], il reçoit un brevet d’aide-major général pour aller faire la guerre en Corse, sous les généraux Chauvelin et de Vaux. En 1768, on l’envoie participer à l'occupation de la Corse qui vient d’être achetée par Louis XV à la république de Gênes et qui se soulève contre la nouvelle tutelle française. Il participe à la bataille de Ponte-Novo.

#### Mission en Pologne (1770-1772)
En 1770, on le charge d’une mission en Pologne auprès des chefs de la confédération de Bar, insurgés contre le roi Stanislas II et contre l'emprise russe, rassemblés à Eperies en Hongrie. Mais le duc de Choiseul tombe en disgrâce alors qu'il se trouve sur place et il se retrouve privé d'instructions. Il se met alors à la tête d’un parti de confédérés, attaque 5 000 Russes commandés par Alexandre Souvorov, qui le bat à la bataille de Lanckorona (23 mai 1771). Le duc d'Aiguillon, successeur de Choiseul, le rappelle en 1772, au moment où la confédération ayant été vaincue, a lieu le premier partage de la Pologne.

#### Arrestation et séjour à la Bastille (1774)
Il part alors aider le roi de Suède Gustave III dans sa lutte contre l’aristocratie suédoise, mission qui lui a été donnée par le duc de Broglie, ministre de la Correspondance secrète de Louis XV. D’Aiguillon, qui n'en a pas été informé, le fait arrêter à Hambourg et enfermer près de six mois à la Bastille, puis au château de Caen, d’où il ne sort qu’à la mort de Louis XV (10 mai 1774), sans doute pour avoir détourné une partie des fonds destinés à ses missions pour payer ses dettes.

#### Sous le règne de Louis XVI, jusqu'à la Révolution (mai 1774 - juillet 1789)
En septembre 1774, il épouse sa cousine germaine Marie Marguerite Eléonore Estienne de Broissy à Pont-Audemer (église Saint-Ouen).
Louis XVI lui rend son grade de colonel et l'envoie à Lille enseigner l'exercice à la prussienne. Puis il le nomme gouverneur de Cherbourg, où il dirige pendant onze ans les travaux du nouveau port.
Il est nommé brigadier en 1787, maréchal de camp (général de brigade) le 9 mars 1788.
Il devient commandant de la garde nationale de Cherbourg, puis, en 1789, gouverneur du château de Caen.[pas clair]

### Débuts de la Révolution (1789-1792)
Comme bien des membres de la noblesse, il espère une réforme de la monarchie absolue. Dès la convocation des États généraux (août 1788), il s'enthousiasme pour les principes de la Révolution française et écrit en leur faveur[réf. nécessaire]. Mais ce militaire qui jouit d'importantes sommes, ne réussit pas à se faire élire député.
Le 9 juillet 1789, les États généraux deviennent l'Assemblée nationale constituante. Le 14 juillet a lieu l'insurrection de Paris pour défendre l'Assemblée. Cela se répercute en province : le 18 juillet 1789, le château de Caen est pris d'assaut par les bourgeois et le peuple de la ville, mais son commandant arbore la cocarde tricolore et rétablit sans incident majeur le calme dans la ville. Il quitte alors Caen pour s'établir à Paris. Là, il se lie avec Armand Gensonné, La Fayette et Mirabeau et entre au Club des jacobins en 1790.
Il obtient un commandement en 1791 pendant les premiers troubles de l'Ouest causés par la Constitution civile du clergé. Il est nommé lieutenant-général le 6 février 1792 puis général en chef le 17 août suivant et commandant de la garde nationale de Cherbourg en août 1792. Avec l'appui des Girondins, il est ministre des Affaires étrangères le 15 mars 1792, pousse à la guerre contre l’Autriche, fait licencier la Garde constitutionnelle du Roi Louis XVI et opère le renvoi des ministres Roland, Servan et Clavière. Au mois d'avril, La Fayette, inquiet du sort du Roi, envoie un de ses aides de camp, le lieutenant-colonel de Langlais, auprès de Dumouriez, avec une lettre. Le 15 avril, Dumouriez lui répond et l'assure de leur confiance mutuelle. Le 20 avril, Dumouriez annonce à l'Assemblée législative la déclaration de guerre au roi de Hongrie et de Bohème.
Il est chargé un moment du ministère de la Guerre, mais, disgracié par le Roi pour avoir mis en cause ses prédécesseurs ministres, il se retire du ministère en démissionnant le 15 juin 1792, et reprend du service. C'est à cette époque qu'il réprimera le deuxième soulèvement indépendantiste belge, après l'avoir alimenté en 1789 contre l'Autriche.[pas clair]

### Général des armées de la République

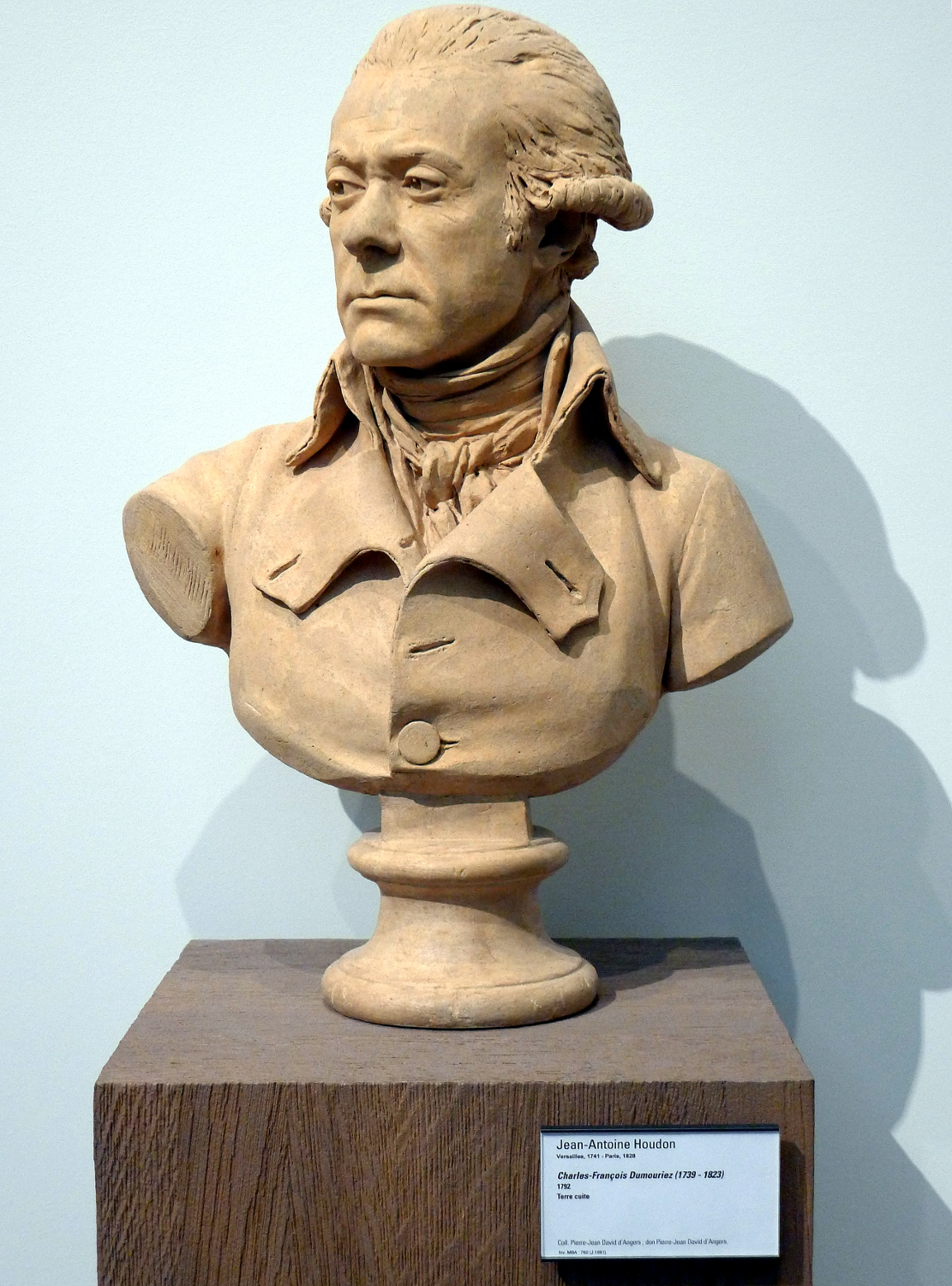
Buste de Dumouriez par Houdon, 1792 - musée des Beaux-Arts d'Angers.

Il part à l’armée du Nord (Luckner) commander la division du camp de Maulde. Ses troupes sont engagées dans les Pays-Bas autrichiens selon un plan qu'il a conçu, à la consternation des généraux La Fayette et Rochambeau : pénétrer en Belgique sans attendre le ravitaillement et vivre sur le pays, où les Français seront accueillis en libérateur. C'est un échec : les populations locales s'avèrent hostiles, les vivres et le fourrage manquent ; les soldats paniquent et se débandent à Mons et à Tournai, jusqu'à massacrer le général Dillon. Pendant ce temps, les troupes prussiennes du duc de Brunswick pénètrent en France et mettent le siège devant Verdun, qui tombe rapidement.
Après la journée du 10 août (chute de Louis XVI), grâce à l'influence de son ami Danton, il reçoit le commandement de l'armée des Ardennes que La Fayette vient de quitter. Dumouriez a seulement 28 000 hommes à opposer aux 60 000 de Brunswick : il s'empare donc des défilés de l'Argonne, seul moyen d'arrêter la marche des Prussiens vers Paris.
L’armée prussienne étant retardée pour diverses raisons, Kellermann a le temps de rejoindre Dumouriez le 19 septembre, avec 27 000 hommes, ainsi que Beurnonville avec 10 000 hommes. Le 20 septembre 1792, ils mettent fin à l'avance de l’ennemi : les Prussiens, attaqués à Valmy, se retirent après une bataille qui est surtout un échange de tirs de canons,. Cette bataille fait assez peu de victimes, 300 chez les Français, 184 chez les Prussiens. Dans la mémoire nationale française, le nom de Dumouriez est associé avec celui de Kellermann à la bataille de Valmy, à laquelle la proclamation de la République par la Convention le lendemain donne une importance symbolique considérable.
Pourtant Dumouriez a un comportement équivoque après Valmy. Au lieu de harceler l'armée en retraite, il se contente de la suivre sans l’inquiéter, ne voulant pas enlever à Louis XVI, dont il n’a jamais été l'ennemi, tout espoir d'être protégé à l'extérieur[réf. nécessaire]. Il fait même prévenir secrètement le roi de Prusse que Custine va envahir ses États. En contrepartie, le roi de Prusse lui abandonne les Pays-Bas autrichiens qu'il pourrait diriger avec le titre de duc de Brabant[réf. nécessaire].
Venu à Paris, il obtient le commandement de l'armée du Nord. Le 26 octobre, il publie à Valenciennes une proclamation incitant les Belges à se soulever contre l'Autriche. Il envahit les Pays-Bas autrichiens le 27 octobre. Le 3 novembre, alors qu'il se dispose à attaquer l’armée autrichienne sur les hauteurs fortifiées de Jemappes, ce sont les Autrichiens qui attaquent. Avec le général Ferrand qui commande l'aile gauche de l’armée, il est vainqueur du duc Albert de Saxe-Teschen lors de cette bataille (6 novembre), permettant l'occupation des Pays-Bas autrichiens. Dumouriez prône alors la formation d'une république indépendante de Belgique, s’opposant à la Convention, dominée par les girondins, qui envisage l'annexion.

### Échec politique et militaire, putsch manqué et émigration

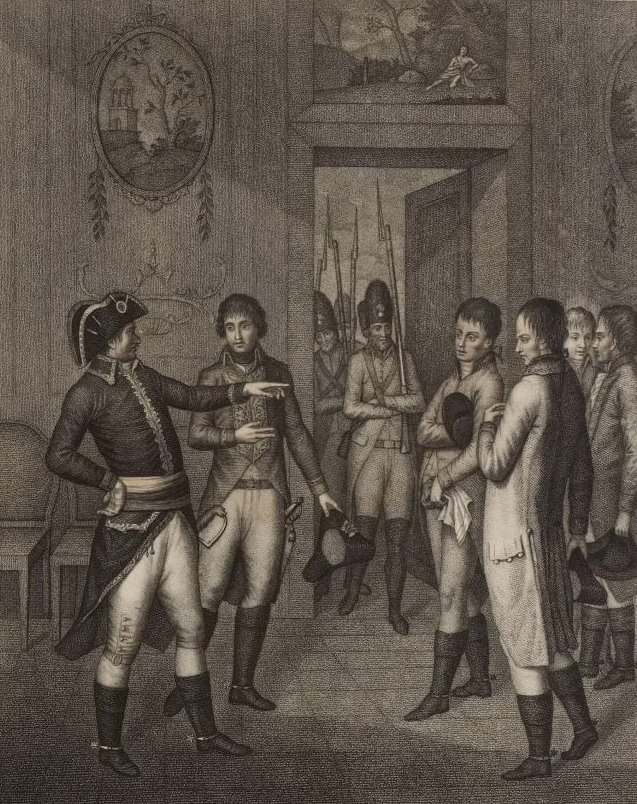
Dumouriez fait arrêter les députés François Lamarque, Armand-Gaston Camus, Nicolas-Marie Quinette, Jean Henri Bancal des Issarts et le ministre de la Guerre Pierre Riel de Beurnonville venus pour le suspendre et le ramener s'expliquer devant la Convention nationale.

#### Retour politique à Paris (janvier 1793)
Dumouriez repart à la fin de décembre 1792 pour Paris. Dans ses écrits de l'émigration, il dira avoir eu l'intention de sauver Louis XVI en influant sur son procès. Certains témoins le disent fortement ému par la condamnation du roi alors que pour d'autres, il y voyait surtout une grave maladresse ; il aurait dit après l'exécution du roi : « Louis était un perfide coquin mais on a été bien gauche de lui couper la tête ». En fait, ses soucis immédiats sont la politique révolutionnaire en Belgique, qui mécontente les populations, et l'approvisionnement des troupes. Le ministre de la Guerre Jean-Nicolas Pache, nommé avec l'appui des Montagnards le 3 octobre 1792, veut épurer le ministère de ses éléments « aristocrates » et créer un directoire des achats aux dépens des fournisseurs choisis par Dumouriez : Malus, d'Espagnac et Petitjean. Ceux-ci sont décrétés d'arrestation le 22 novembre. Dumouriez réclame la démission de Pache, qu'il accuse de désorganiser l'approvisionnement, et se lie aux Girondins qui comptent sur le prestige du général pour renforcer leur position face à la Montagne. Un Comité de défense générale, dominé par les Girondins, est nommé pour superviser le ministère. Dumouriez quitte Paris le 26 janvier 1793 et les Girondins obtiennent la destitution de Pache le 2 février, remplacé par un ami de Dumouriez, Pierre Riel de Beurnonville. Beurnonville n'était pas le candidat des Girondins qui avaient voté pour un autre général, Achille François du Chastellet : il est nommé avec les voix de la Montagne ; cependant, il remet de l'ordre dans son ministère en révoquant les employés incompétents nommés par Pache.

#### Offensive contre les Provinces-Unies et défaite de Neerwinden (mars 1793)
Les attaques des Montagnards contre Dumouriez se durcissent. Le 23 janvier aux Jacobins, un ancien soldat de Valmy l'accuse d'avoir volontairement laissé échapper le roi de Prusse. Le 1er février, Marat prend la défense de Pache et accuse Dumouriez et ses fournisseurs d'être responsables du dénuement de l'armée.
Dumouriez part très inquiet de la condamnation de Louis XVI, exécuté le 21 janvier 1793, et, le 23, il écrit à son fidèle lieutenant Miranda : « La catastrophe du 21 nous donne vraisemblablement pour ennemis les peuples de l'Europe entière ». Il croit pouvoir jouer un rôle diplomatique et éviter une guerre contre l’Angleterre et les Provinces-Unies. Il rencontre le grand-pensionnaire néerlandais Laurens Pieter van de Spiegel et tente d'avoir une entrevue avec l'ambassadeur britannique Auckland quand il apprend que la Convention a déclaré la guerre à ces deux puissances. Pour prendre de vitesse les armées de la coalition qui s'étoffe, il lance l'offensive contre les Provinces-Unies avec 13 500 hommes mal équipés et mal nourris. Il prend Bréda, Berg-op-Zoom, puis Geertruidenberg qui capitule le 4 mars : mais, à partir du 1er mars, une armée autrichienne commandée par le prince Frédéric Josias de Saxe-Cobourg franchit le Rhin et reprend Maastricht puis Liège. 
La prise de Geertruidenberg est annoncée à la Convention le 10 mars, le jour même où l'assemblée, sur proposition de Robespierre, vote la création du Tribunal révolutionnaire pour juger les généraux vaincus Lanoue et Stengel. Le nom de Dumouriez est acclamé, Danton salue son « génie » et Robespierre lui-même, malgré sa méfiance envers le général, reconnaît que son intérêt et sa gloire l'attachent aux victoires de la République.
Cependant, la situation militaire en Belgique se dégrade tandis que les commissaires de la Convention mènent une politique violemment anticléricale avec le concours des sans-culottes locaux : l'argenterie des églises est confisquée, la basilique Sainte-Gudule de Bruxelles mise au pillage du 6 au 8 mars. La Belgique catholique est au bord de l'insurrection : des troubles éclatent à Tournai, Renaix, Soignies. Dumouriez quitte l'armée de Hollande et retourne précipitamment à Anvers ; le 11 mars, il met aux arrêts les commissaires les plus extrémistes, Publicola Chaussard et Pierre Chépy. Le 12 mars 1793, Dumouriez lance une série de proclamations où il désavoue le sac des églises, l'annexion forcée du pays, le cours forcé des assignats et promet aux Belges de faire respecter leurs droits ; ce coup de force provoque la consternation à Paris au point que Bréard, alors président de la Convention, n'ose même pas en donner une lecture publique. Le 18 mars 1793, Dumouriez croit pouvoir rétablir une situation compromise par une victoire retentissante : il livre la bataille de Neerwinden (18 mars 1793) où il remporte un succès initial à l'aile droite et prend quelques villages sans pouvoir s'y maintenir tandis que son lieutenant Francisco de Miranda est mis en déroute à l'aile gauche. L'armée française doit battre en retraite en perdant de nombreux prisonniers, à quoi s'ajoutent des désertions.

#### Menacé d'arrestation (2 avril 1793)
Après ce revers, il se trouve en butte à de nouvelles attaques. La Convention, au sein de laquelle une foule d’accusations s'élèvent contre lui, le convoque à Paris. Se voyant menacé d'être décrété d'arrestation puis déféré au Tribunal révolutionnaire récemment établi, il accepte les ouvertures du prince de Cobourg qui lui propose de réunir leurs forces pour dissoudre la Convention, rétablir la constitution de 1791 et la monarchie constitutionnelle et sortir Marie-Antoinette et ses enfants de la prison du Temple.
Mais ces projets ayant transpiré, la Convention envoie le 2 avril à son quartier général de Saint-Amand-les-Eaux le ministre Beurnonville et les députés Armand-Gaston Camus, Jean Henri Bancal des Issarts, François Lamarque et Nicolas-Marie Quinette pour le suspendre et lui ordonner de venir rendre compte de sa conduite. Dès leur arrivée, Dumouriez les fait arrêter, puis les livre aux Autrichiens. Ils resteront prisonniers à Olmütz pendant trente mois.

#### Passage du côté autrichien (4 avril 1793)
Le 4 avril, Dumouriez, qui a promis aux Autrichiens de livrer la place-forte de Condé-sur-l'Escaut, est contraint de rebrousser chemin, les troupes de la garnison ayant eu vent de la trahison, tout en envoyant un aide-de-camp avec ordre au général Neuilly de faire sortir le 18e régiment de cavalerie. Se dirigeant alors vers Valenciennes, il croise trois bataillons de volontaires de l'Yonne, dont l'un est commandé par le chef de bataillon adjoint Louis-Nicolas Davout, et leur enjoint de rebrousser chemin. Une partie de la colonne s'avance alors vers lui d'un air menaçant. Effrayé, il s'enfuit à travers champs, avec son escorte vers Bruille, sous les coups de feu des volontaires, qui ont appris la trahison de leur général en chef.
Abandonné par une grande partie de ses soldats, poursuivi comme traître, Dumouriez n’échappe qu’avec peine à la mousqueterie très vive qui l'accompagne presque jusqu’aux lignes autrichiennes[pas clair]. Il est rejoint quelques jours après par environ 1 500 hommes, que le prince Frédéric Josias de Saxe-Cobourg prend à la solde de l’Autriche. Parmi les officiers qui le suivent se trouve le fils de Philippe-Égalité (ci-devant duc d'Orléans), Louis-Philippe (ci-devant duc de Chartres).

#### Vie dans l'émigration
Dumouriez ne reste pas longtemps avec l'armée autrichienne. À partir de ce moment, il mène une vie errante : mal vu de l'émigration royaliste qui le rejette comme « constitutionnel », il voyage à travers l’Europe. Il se rend en Franconie, d’où il est éconduit par l’électeur de Cologne, puis à Stuttgart, où il n’est pas mieux accueilli, puis sous un nom d’emprunt, en Suisse, en Italie, en Angleterre ; mais tout séjour lui est interdit dès qu’il est reconnu. Il se fixe finalement près d'Altona, près de Hambourg, mais dans un territoire détenu par le roi de Danemark.

### Sous le Consulat et le Premier Empire
À aucun moment, Napoléon Bonaparte, Premier Consul (1799), puis empereur (1804) n'accepte de revenir sur la proscription qui frappe Dumouriez.
En 1800, il se rend en Russie offrir ses services au tsar Paul Ier, mais celui-ci se prononce tout à coup pour la France contre l'Angleterre[réf. nécessaire].
En 1800, il finit par se fixer au Royaume-Uni, dont le gouvernement lui octroie une pension pour prix des conseils qu’il lui donne. En 1803, à l’époque du camp de Boulogne (projet de Napoléon d'invasion de l'Angleterre), il va habiter l’Angleterre[pas clair] pour laquelle il fait de l’espionnage[réf. nécessaire].
En 1805, il fait un voyage en Prusse. En 1807, il se lie avec le roi de Suède Gustave IV et il est question de lui donner le commandement de l’armée suédoise, mais la paix de Tilsitt entre Napoléon, la Russie et la Prusse, à la fin de la guerre de la Quatrième Coalition (1806-1807), le contraint à retourner en Angleterre.
En 1808, il offre ses services au Portugal menacé par la France. Puis il parcourt l’Espagne, donne aux Espagnols le système des guérillas, et leur fournit des instructions et des directives, traduites sous le titre de Pardidas de guerillas, dont les plans ont beaucoup contribué à l’efficacité des guérilleros lors de la guerre des Espagnols contre Napoléon (1808-1814). Largement distribué, cet ouvrage a longtemps servi de manuel à ces derniers.
De 1812 à 1814, il est le conseiller du premier ministre britannique Castlereagh et du général Wellington, qu’il conseille avant l'invasion de la France de 1814.

### Sous la Restauration

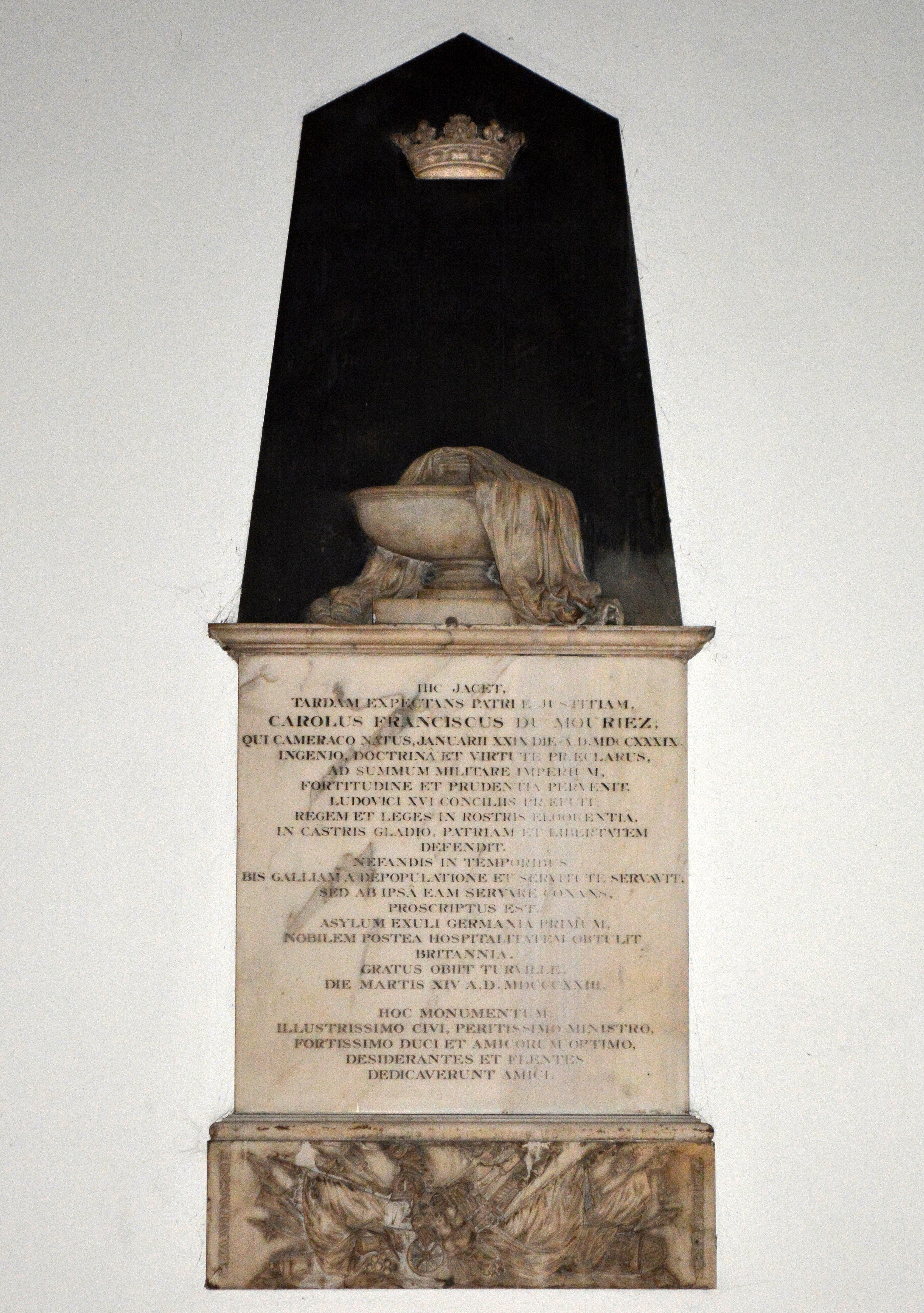
Monument funéraire de Dumouriez, église Sainte-Marie-la-Vierge, Henley.

Ses activités de conseiller auprès de Wellington lui valent de se voir refuser l'autorisation de rentrer en France par les Bourbons.
Il reste donc en Angleterre, continuant à recevoir une pension de 1 200 livres sterling ainsi qu'une somme de 40 000 francs, qu'un de ses anciens amis[Qui ?] lui fait remettre chaque année jusqu'à sa mort.
Au mois de mars 1822, il quitte sa résidence de Little-Ealing pour aller demeurer à Turville (Buckinghamshire). On lui achète un troupeau, des vaches.[réf. nécessaire]

### Mort et funérailles
Il meurt le 14 mars 1823 à 84 ans. Il est inhumé dans l'église de Henley-on-Thames.
Selon son biographe Jean-Pierre Bois, sa mort a lieu dans l'indifférence générale.

## Hommages
Son nom figure sur l’arc de triomphe de l'Étoile à Paris, parmi les généraux de la Révolution et de l'Empire.
Il existe des rues Dumouriez à Vitrolles (Bouches-du-Rhône), Rueil-Malmaison (Hauts-de-Seine), Les Sables-d'Olonne (château d'Olonne) (Vendée), Rouvroy (Pas-de-Calais), Bully-les-Mines (Pas-de-Calais).
À Valmy, il y a seulement une rue Kellermann.

## Publications
Dumouriez a beaucoup écrit sur la Révolution. Il a publié ses Mémoires sous ce titre : Vie et ouvrages du général Dumouriez, Hambourg, 1795. Il existe également 2 tomes reliés en un seul volume publié à Londres en 1794 sous le titre : Mémoires du général Dumouriez, écrits par lui-même.
Et aussi : État présent du Royaume de Portugal en l'année MDCCLXVI Lausanne chez François Grasset et Comp., 1775.
Charles-François Dumouriez, Correspondance du général Dumouriez avec Pache, Ministre de la Guerre pendant la Campagne de Belgique en 1792, Paris, Denné libraire, 1793 (lire en ligne).